# Avraham Granot
Avraham Granot, născut cu numele de Avrum Granovski (în ebraică אברהם גרנות) (n. 19 iunie 1890, Florești, Basarabia - d. 5 iulie 1962, Ierusalim) a fost un jurist, economist și om politic israelian, evreu originar din Basarabia, care a deținut funcția de președinte al Fondului Național Evreiesc (Keren Kayemet) între 1942-1961 (în primii doi ani in cadrul unui triumvirat alături de Berl Katznelson si rabinul Meir Bar-Ilan) și director al companiei de apă Mekorot între 1943-1961. Granot a mai fost deputat în Knesset-ul (Parlamentul) statului Israel (1949-1951) din partea Partidului Progresist. El a fost unul din autorii politicii de reașezare agricolă evreiască în Palestina și ai politicii agrare contemporane a Statului Israel.

## Biografie
Avraham Granot s-a născut la data de 19 iunie 1890, în orașul Florești din districtul Bălți, aflat în gubernia Basarabia (pe atunci parte componentă a Rusiei), numindu-se la naștere Avrum Granovski. A urmat liceul în Rusia. În anul 1911 a călătorit în Elveția pentru a studia dreptul și economia la Universitățile din Fribourg și Lausanne. În anul 1917 el a obținut titlul academic de doctor în drept.
În anul 1919 el a început să lucreze în conducerea Fondului Național Evreiesc (FNI) la Haga, și și-a păstrat această poziție și după ce directoratul s-a relocalizat la Ierusalim în 1922. Doi ani mai târziu, în 1924, el a emigrat oficial în Palestina aflată sub mandat britanic. De asemenea, el a predat cursul de politici agrare la Universitatea Ebraică din Ierusalim. În anul 1940 a fost numit ca director-general al FNI, succedându-i lui Menachem Ussishkin. Între anii 1943 - 1961 a condus și compania națională  de ape "Mekorot".
Granot a fost membru al Partidului Noua Alia și unul dintre semnatarii Declarației de independență a statului Israel (14 mai 1948). În anul 1949, el a fost ales ca deputat în primul Knesset (Parlament) al statului Israel, ca membru al Partidului Progresist (succesorul Partidului Noua Alia). În această calitate, a fost membru în Comisia de anchetă parlamentară cu privire la refugiații din lagărul Jalami și în Comisia de Finanțe. Deși a fost reales ca deputat în 1951, el a demisionat din Knesset la șase săptămâni după realegere (la 10 septembrie 1951). El a condus câteva corporații publice, fiind membru în Consiliul Guvernatorilor Universității Ebraice din Ierusalim și în Institutul de Științe Chaim Weizmann.
Planul lui Granot de asociere a pământului Fondului Național Evreiesc și a statului Israel a servit ca bază pentru dezvoltarea legislației cu privire la posesiunea de terenuri și controlul asupra acestora, acceptată de către Knesset în 1960.
În lucrările “Sistemul de posesiune a pământului în Israel” (1952) și “Reforma agrară și caracteristicile Israelului” (1956) sunt formulate principiile de bază ale politicii agrare contemporane ale țării. El este autor al unui număr mare de lucrări teoretice (inclusiv monografii) cu privire la aspectele economice și juridice ale politicii de colonizare agricolă în Palestina (astăzi în Israel) în limbile engleză și ebraică.
În anul 1960, Granot a fost ales ca președinte al Consiliului Director al Fondului Național Evreiesc. A încetat din viață la data de 5 iulie 1962 în Ierusalim.
Neve Granot, un cartier din Ierusalim din apropierea Muzeului Evreiesc este denumit după Avraham Granot. Strada lui principală se numește Avraham Granot.
Fiul său, Yaakov Granot, jurist, a deținut funcții de conducere în câteva instituții bancare israeliene, iar fiica acestuia - Yael Zerubavel, istoric, este profesoară  de istoria evreilor la Universitatea Rutgers din SUA. O altă fiică a lui Avraham Granot, Naomi, s-a stabilit de asemenea împreună cu soțul ei în SUA.

## Lucrări publicate

### Înlimba engleză
- Land Problems in Palestine (Londra, 1926)
- Land Taxation in Palestine (Ierusalim, 1927)
- Probleme der Bodenpolitik in Palästina (Berlin, 1927)
- Land Settlement And Development In Palestine. Palestine And Near East Economic Magazine, Vol. 6, № 2-3, 25-62, 1931.
- Land settlement and development in Palestine: Some critical comments on the Report of Sir John Hope Simpson. Mischar ve-Taasia: Иерусалим, 1931.
- Land and the Jewish Reconstruction in Palestine (Ierusalim, 1931)
- Bodenbesteuerung in Palästina (Berlin, 1932)
- The vale of Zebulun: How the Jewish National Fund is opening up a new region in Northern Palestine (Ierusalim, 1933)
- The fiscal system of Palestine. Palestine and Near East Publications (Ierusalim, 1935)
- The Land Issue in Palestine (Ierusalim, 1936)
- Land Policy in Palestine (New-York, 1940)
- The land problem and the future (Ierusalim, 1945)
- Reports and reality. Palestine and Middle East (Ierusalim, 1945)
- The land problem in the light of post-war needs Jewish National Fund (Ierusalim, 1945)
- Land for the Jewish State Jewish National Fund (Ierusalim, 1948)
- Securing land for Israel Jewish National Fund (Ierusalim, 1949)
- Our movement and our state Jewish National Fund (Ierusalim, 1950)
- The Land System in Palestine — History and Structure (Londra, 1952)
- Towards the second jubilee. Jewish National Fund (Ierusalim, 1952)
- The Fiscal System in Palestine (1952)
- Agrarian Reform and the Record of Israel (Londra, 1956)

### Înlimba ivrit
- Mediniyut karkait Ivrit be-Erets-Yisrael (Ierusalim, 1938)
- BiSde Ha’Binyan (Ierusalim, 1951)
- Netivot ve Miflasim (Ierusalim, 1952)
- Dor Tekumah (Ierusalim, 1963)

## Funcții publice în Israel
Avraham Granot a deținut următoarele funcții publice:
- deputat în Knesset din partea Partidului Progresist (1949-1951)